# Le Mariage de Thomas Poirot
Le Mariage de Thomas Poirot va ser una pel·lícula muda de comèdia del 1908 dirigida per Georges Méliès.

## Trama
Dos bromistes, descobrint que una parella està a punt de sol·licitar una llicència de matrimoni a l'oficina de l'alcaldia de la ciutat, es colen a l'oficina per fer una broma. Primer aparellen els mobles amb corda; després s'amaguen a l'habitació, dins d'unes caixes grans que posen en lloc de l'escriptori de l'alcalde. Quan arriba la festa nupcial per obtenir la llicència, els bromistas es posen a treballar, fent que les cadires i el "escriptori" es moguin pel seu compte, frustrant els intents dels nuvis de seure i els intents de l'alcalde d'escriure. Finalment, apareixen els bromistes, disfressats sota llençols blancs de fantasmes. La festa nupcial surt de l'oficina sorpresa mentre l'acudit arriba a un bon final.

## Temes
Le Mariage de Thomas Poirot va ser un dels primers exemples d'una comèdia muda en què un esdeveniment de casament es va interrompre de manera espectacular; comèdies amb temes similars van florir als anys 1910 i 1920, com ara A Quiet Little Wedding (1913), On Her Wedding Day (1913), A Muddy Romance (1913), Hushing the Scandal (1915), The Fatal Note (1915), Roaring Lions and Wedding Bells (1917), Shot in the Getaway (1920), i Cutie (1928).

## Estrena
Le Mariage de Thomas Poirot va ser venuda per la Star Film Company de Méliès i està numerada 1294–1300 als seus catàlegs. Va ser registrada per als drets d'autor estatunidencs el 10 de setembre de 1908.
Actualment es presumeix que la pel·lícula és perduda.